# Indian Commodity Exchange
Die Indian Commodity Exchange (ICEX) ist eine indische Warenbörse mit Sitz in Mumbai. Sie wurde 2009 gegründet und schloss 2014 auf Erlass der Regulationsbehörde  Securities and Exchange Board of India (SEBI). Nach einer Fusion mit der National Multi Commodity Exchange (NMCE) erhielt die ICEX ihre Lizenz zurück und ist wieder operativ tätig.

## Geschichte
ICEX war die vierte Warenbörse, die in Indien eröffnet wurde. Sie startete 2009, wurde jedoch 2014 geschlossen. NMCE und ICEX einigten sich im Juli 2017 auf eine Fusion und sollten den Deal bis Dezember 2017 abschließen. Die Fusion wurde teilweise durch eine indische Regulierungsvorgabe vorangetrieben, dass die Börse ein Mindestnettovermögen von 100 Rupien (15,2 Millionen US-Dollar) für Rohstoffbörsen erfüllen muss. Zum Zeitpunkt der Fusion betrug das Nettovermögen der NMCE 76 Kern-Rs, während das Nettovermögen der ICEX 100 Kern-Rs betrug. ICEX erhielt im Juli 2017 die behördliche Genehmigung, seinen Betrieb wieder aufzunehmen.

## Anteilseigener
Zu den Aktionären zählen:
MMTC Ltd, Central Warehousing Corporation, Indian Potash Ltd, KRIBHCO, Punjab National Bank, IDFC Bank Ltd, Gujarat Agro Industries Corporation, Reliance Exchangenext Ltd, Bajaj Holdings & Investment Ltd, Gujarat State Agricultural Marketing Board, NAFED und Indiabulls Housing Finance Ltd.

## Mitgliedschaften
Sie ist Mitglied in:
- South Asian Federation of Exchanges